# RNF146
RNF146 (англ. Ring finger protein 146) – білок, який кодується однойменним геном, розташованим у людей на короткому плечі 6-ї хромосоми. Довжина поліпептидного ланцюга білка становить 359 амінокислот, а молекулярна маса — 38 950.
| 10         |  | 20         |  | 30         |  | 40         |  | 50         |
| ---------- |  | ---------- |  | ---------- |  | ---------- |  | ---------- |
| MMAGCGEIDH |  | SINMLPTNRK |  | ANESCSNTAP |  | SLTVPECAIC |  | LQTCVHPVSL |
| PCKHVFCYLC |  | VKGASWLGKR |  | CALCRQEIPE |  | DFLDKPTLLS |  | PEELKAASRG |
| NGEYAWYYEG |  | RNGWWQYDER |  | TSRELEDAFS |  | KGKKNTEMLI |  | AGFLYVADLE |
| NMVQYRRNEH |  | GRRRKIKRDI |  | IDIPKKGVAG |  | LRLDCDANTV |  | NLARESSADG |
| ADSVSAQSGA |  | SVQPLVSSVR |  | PLTSVDGQLT |  | SPATPSPDAS |  | TSLEDSFAHL |
| QLSGDNTAER |  | SHRGEGEEDH |  | ESPSSGRVPA |  | PDTSIEETES |  | DASSDSEDVS |
| AVVAQHSLTQ |  | QRLLVSNANQ |  | TVPDRSDRSG |  | TDRSVAGGGT |  | VSVSVRSRRP |
| DGQCTVTEV  |  |            |  |            |  |            |  |            |

A: Аланін

C: Цистеїн

D: Аспарагінова кислота

E: Глутамінова кислота

F: Фенілаланін

G: Гліцин

H: Гістидин

I: Ізолейцин

K: Лізин

L: Лейцин

M: Метіонін

N: Аспарагін

P: Пролін

Q: Глутамін

R: Аргінін

S: Серин

T: Треонін

V: Валін

W: Триптофан

Кодований геном білок за функціями належить до трансфераз, фосфопротеїнів. 
Задіяний у таких біологічних процесах, як убіквітинування білків, сигнальний шлях Wnt, альтернативний сплайсинг. 
Білок має сайт для зв'язування з іонами металів, іоном цинку. 
Локалізований у цитоплазмі, ядрі.